# Cantón Paute
Paute es un cantón localizado en el sector oriental de la provincia de Azuay en Ecuador. Fue fundado el 26 de febrero de 1860 por lo que cada año se festeja con varias actividades a cargo de la alcaldía. Paute se encuentra a una distancia de 40km de la ciudad de Cuenca. Su Alcalde para el periodo 2019-2023 es el Ing. Raúl Delgado Orellana.
Su población según el censo de 2010 es de 25.494 habitantes. Paute se encuentra atravesado por los Ríos Cutilcay y el Río Paute. Las principales actividades de este Cantón son la agricultura, siendo Dug Dug el principal proveedor de papa del cantón y a su vez de la región, ganadería y Turismo por los diferentes atractivos que brinda tanto en el centro cantonal como alrededor de sus parroquias.

## Historia

### Primeros años
En Paute antes que llegaran los Incas, estuvo habitado por varios artesanos  comerciantes, quienes confeccionaban artículos tanto en roca, cristal y tejidos de lana de alpaca, asimismo, sus habitantes vivían en casas de bahareque, las cuales aún se las pueden encontrar en las parroquias, su alimentación era basada en carne de llama, cuyes, maíz y chicha, era común que sus habitantes viajaban a lugares lejanos en donde obtenían nuevos productos y los comercializaban dentro del cantón, transformando a paute en un centro de control de comunicación entre la Sierra y el Oriente.
En el siglo XVI, se inició la entrega de pequeños terrenos a los españoles en la localidad de Paute. En 1560, el cabildo cuencano cedió un huerta en este lugar a Gil Ramírez Dávalos, un año después 8 cuadras a Mateo Gutiérrez, en 1564 un huerta a Pedro Muñoz, en 1567 tierras a Agustín de Rocha, hasta que todas las tierras fueran arrebatadas a los pobladores del cantón, debido a los abusos el 18 de agosto de 1584 se advirtió sobre enfermedades y muertes de indígenas producidas por el abuso que estos sufrían a causa de los nuevos habitantes.
En 1619, cada indio pauteño estaba obligado a entregar a las autoridades: 2 pesos de 8 reales más 4 reales, 1 mata, 2 arrobas y 1 fanega de maíz, como impuesto para mantener a la población urbana de Cuenca. En esta época comenzaron a asomar los mestizos que terminaron ocupado el espacio de indios y europeos.
En 1862, los hermanos Ordóñez ofrecieron al Estado ecuatoriano facilitar caballos y recursos para abrir una vía al oriente bordeando el río Paute que serviría para el tránsito de los misioneros y la extracción de cascarilla y madera, por este motivo ellos recibieron una gran cantidad de tierras y la capacidad de contratar más hombres para que trabajasen en el proyecto.
Gracias a la extracción de cascarilla, la economía pauteña surgió, también durante esta época los sembríos de caña de azúcar se iniciaron, sin embargo a mediados del siglo XX, las haciendas azucareras fueron loteadas y vendidas a varios pobladores de varias partes del Ecuador, asentándose en el cantón y formando así los pueblos que existen hoy en día.
Una nueva oleada de personas, muchas de las cuales se asentaron en el cantón y un nuevo, aunque igualmente efímero período de bonanza, trajo la construcción de la presa Daniel Palacios en Amaluza en década de 1960.

#### Cantonización
El cantón Paute en sus inicios perteneció al Cantón Gualaceo desde el año de 1824, incluyendo las parroquias de Guachapala, El Pan, Guarainag y San Cristóbal, según lo establecido en la Ley de División Territorial, dictada por el Congreso de Bogotá de 1824.
En los años de 1859, con problemas políticos dentro del Ecuador durante el gobierno del General Francisco Robles, quién abandonó el cargo, asumiendo su mandato el General Guillermo Franco con el apoyo del General José María Urbina, quien se declaró como Jefe Supremo de Guayaquil, con el respaldo de la Gobernación de Cuenca, y en Quito en cambio se establecía un Gobierno Provisionado por el Doctor Gabriel García Moreno, nombrando como gobernador de ese tiempo al Doctor Ramón Borrero Cortázar, hacían que la población de Paute también sienta estos cambios, haciendo que la situación de los habitantes de Paute no sea estable, su población no estuvo de acuerdo con la Jefatura Suprema del General Guillermo Franco, por los abusos ocasionados a la población Azuaya,
En el mes de abril de 1859  el  Gobernador José Miguel Valdivieso ordenó por medio de la Jefatura política de Gualaceo que se requisen caballos como préstamos y especies, en Gualaceo y sus parroquias, al cual Paute pertenecía, haciendo que la población pierda sus posesiones, debido a esta orden los pobladores se levantaron en protesta por la injusticia que sintieron por parte de las autoridades de Cuenca y Gualaceo en contra de los habitantes de Paute, Guachapala, Guarainag y San Cristóbal que en ese tiempo pertenecía a la Jurisdicción del Cantón Gualaceo. y más que nada por la injusticia por parte de las autoridades de Gualaceo. Esto dio lugar a que los pobladores de las parroquias ya mencionadas se reúnan en consenso con las autoridades locales y familias de más prestigio, en una asamblea que tuvo lugar el 25 de septiembre de 1859, en donde se propone la independencia total del Cantón Gualaceo, sin embargo, esto solo quedó en Asamblea y no se concretó.
En 1860, seguían las injusticias por parte de las autoridades de Cuenca y Gualaceo, el gobernador del Azuay, Mariano Moreno, había nombrado como Jefe Político de Gualaceo al Sr. Francisco Moscoso, quien en calidad de autoridad ordenó que se realizará una requisa de cincuenta caballos en el cantón y sus parroquias, para apoyar al Jefe Supremo General Guillermo Franco,  teniendo esta requisa que ser equitativa, sin embargo no fue así, Paute sería el más afectado puesto que a esta población se le pedía que diera quince caballos en total y mientras que Gualaceo solo entregaría uno, haciendo que los pobladores de Paute clamen por justicia ante esta situación.
Debido a todos los actos de injusticia provocados por las autoridades gualaceñas, y la semilla sembrada en la Asamblea de 1859, hicieron que el 26 de febrero de 1860, se organice una gran asamblea en donde se declara la emancipación política de Gualaceo para constituirse como cantón, teniendo respaldo del párroco  y de gran cantidad de los habitantes, proclamándose así independientes de Gualaceo y  por tanto un Cantón independiente con San Cristóbal, Guarainag, El Pan  y Guachapala como sus parroquias.
Entre los personajes más destacados para la cantonización de Paute constan, Ignacio Calderón, José Miguel Barsallo, Francisco Calderón y otros moradores del ahora cantón.

## División política
Paute está conformado por las siguientes parroquias, las cuales se caracterizan por:

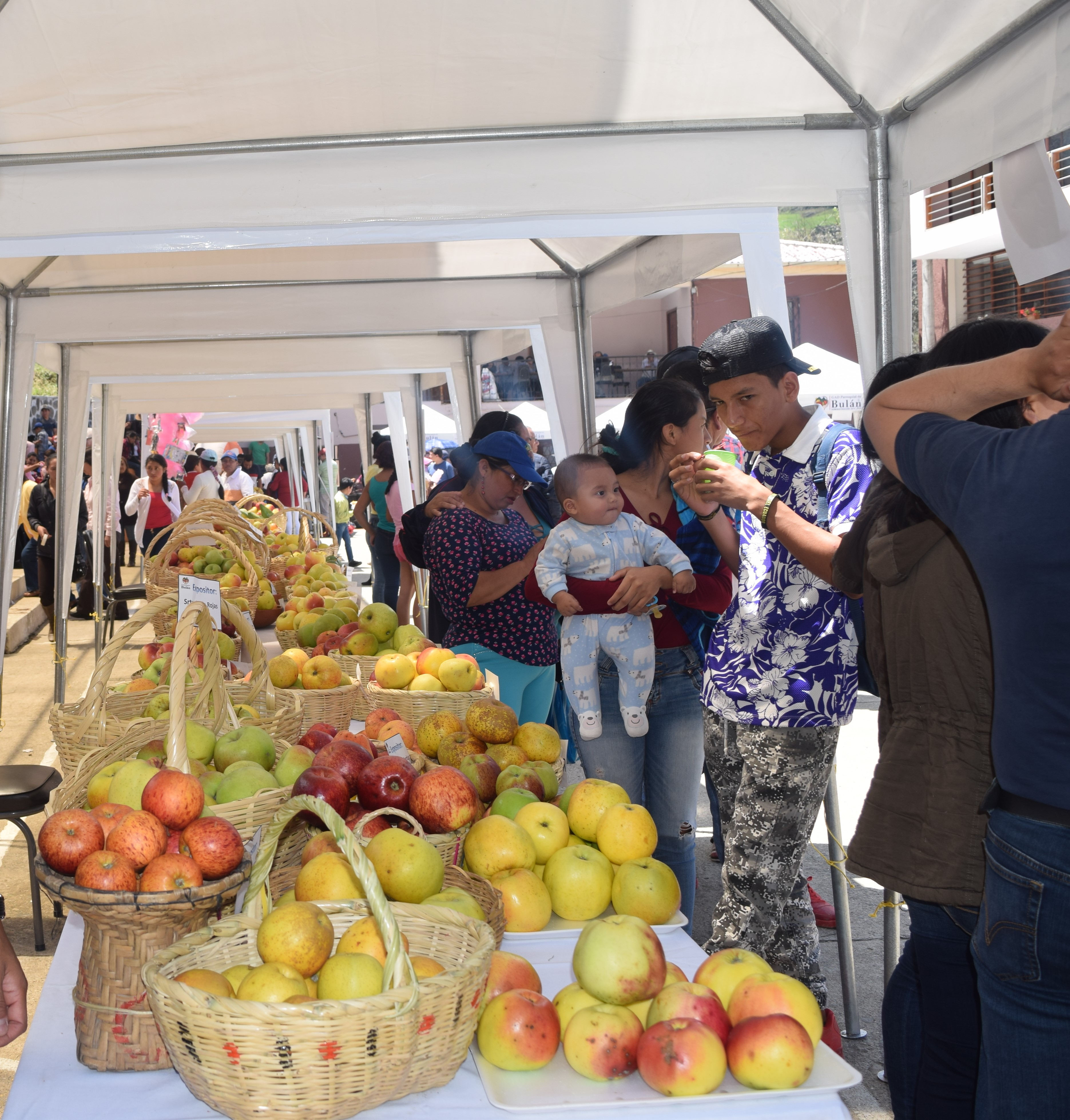
Festival de la manzana en la Parroquia Bulán

### Parroquia urbana
- Paute

### Parroquias rurales
- Bulán: Principal productor de frutas de la zona.
- Chicán: Agricultura.
- Dug Dug: Principal proveedor de papa de la región.
- El Cabo: Corredor gastronómico de Paute
- Guarainag: Agricultura
- San Cristóbal: Dedicada a la agricultura, la producción de artesanías, el bordado y la elaboración de sombreros de paja toquilla.
- Tomebamba: La agricultura y ganadería.

## Etimología del Nombre de Paute
La historia del origen de la palabra "Paute"  comienza en la leyenda de Huayna Cápac, quien se dice que caminaba por las orillas del río Cutilcay, el cual atraviesa el centro cantonal, y vio a una mujer sentada en una gran piedra con una desbordante belleza que inmediatamente lo cautivó, al verla se quedó atónito y como saludo le dijo ¨¡Pau!¨ y ella como respuesta  a su saludo le dijo "Tí". Formando así la palabra "PauTí" que con el pasar de los años se convertiría en Paute, formando así el nombre que ahora posee el cantón.
Cabe recalcar que varios lugares de Paute demuestran, con su significado que Paute era un centro de comercios. Uno de estos sitios sería el ya mencionado río Cutilcay.

## Bandera del Cantón
La bandera del Cantón Paute está formada por los siguientes colores que son:
- Amarillo: el color amarillo en el lugar representa los lavaderos de oro en los ríos Collay y Paute.
- Verde: el color verde representa los prados y la actividad agrícola del cantón.
- Rojo: EL color rojo representa el valor y la energía de los habitantes.[4]

## Escudo del Cantón
En el escudo se observa:
- La India:  que fue coronada reina por el Inca Huayna Capac.
- Aríbalo incaico: que representa utensilios y faros que se encuentran en el lugar.
- Frutas características de la región (manzanas, aguacates y la caña de azúcar, el maíz).
- Corona de oro con once gemas: que representa el reinado de la India en el sector.
- El río Paute: el río que caracteriza el lugar.
- Sol Ascendiente sobre las montañas Allculquiro  y  el Castillo.
- Síntesis pictórica del puente Lumagpamba .
- A las faldas de la montaña AlIculquiro se encuentran árboles frutales que se reflejan en el río.
- Enmarcan el Escudo dos banderas: La del Ecuador y la del cantón, que se encuentra colgadas por dos astas que posee lanzas en los extremos.

Al final se encuentra el proverbio latino ¨FORTES FORTUNA ADJUVAT¨ que significa: ¨A los valientes favorece la fortuna¨.

## Gastronomía

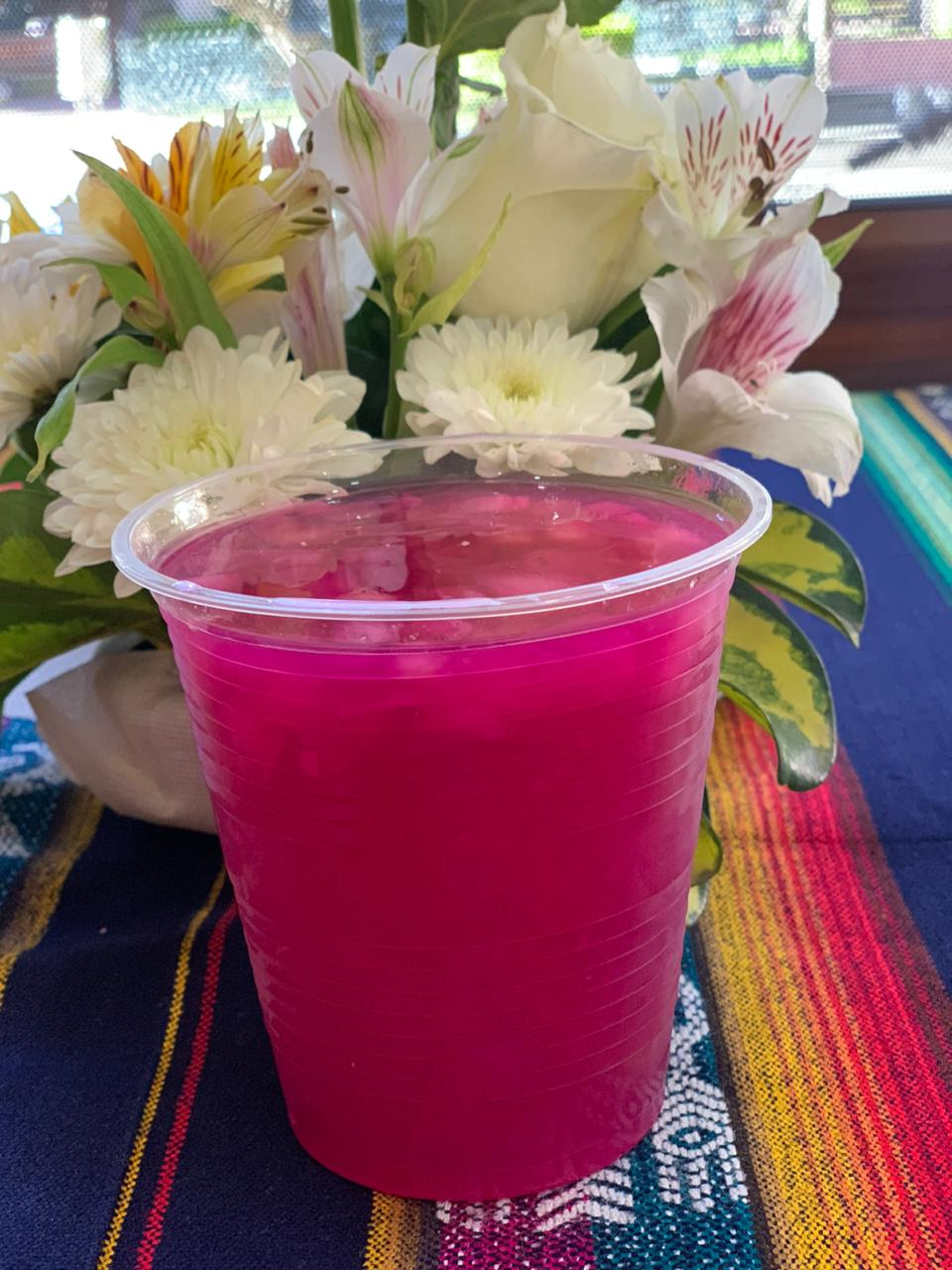

La gastronomía del Cantón Paute es variada, se destaca por varios platillos desde bebidas y platos típicos dulces y salados, los cuales se los puede encontrar en todo el centro cantonal y en sus parroquias, cabe destacar que la Parroquia El Cabo es considerado como corredor gastronómico de la zona, puesto que aquí es donde se pueden encontrar la mayoría de los platillos pauteño
- Hornado
- Cerdo a la Barbosa.
- El cuy con papas.
- Pollos asados al carbón.
- Empanadas de viento con morocho.
- Tortillas de maíz o trigo con queso lo cual es servido con chocolate, café tinto o café en leche caliente.
- Entre las bebidas tradicionales desde el año de 1993 encontramos a la yaguana considerada la bebida de las abuelas, es tomada en las festividades más importantes del cantón.
- Asimismo, se destaca por la variedad de mermeladas con frutas de la zona como: albaricoque, manzana, higo, mora, durazno, tomate de árbol y babaco.
- Tamales de carne, pollo y queso.

## Vestimenta Tradicional
Vestimenta Tradicional del Hombre: El traje típico del hombre pauteño consiste en un pantalón negro, camisa blanca, sombrero de lana de color negro, poncho tejido en lana de diversos colores y zapatos de suela.
Vestimenta Tradicional de la Mujer: El traje típico de la mujer pauteña consiste en una pollera bordada con lentejuelas,sombrero de paja toquilla, el cual es elaborado en la zona, aretes de oro y collares con elegantes diseños y zapatillas de suela de color negro.

## Fiestas Típicas

### Fiestas del 6 de enero
Cada año el 6 de enero los habitantes del barrio Luntur organizan un pase del Niño Rey. Esta fiesta lleva 40 años de trayectoria dentro del cantón. Empezó con la Familia Avilés, que luego por varios motivos la fiesta tuvo continuidad por la Sra. Blanca Cuervo quien habitaba en el barrio Luntur. Luego de su fallecimiento los habitantes de este barrio continuaron con esta tradición hasta la actualidad.

### Fiesta de Cantonización (Fiesta Cívica)
El 26 de febrero de cada año el cantón Paute celebra las fiestas de cantonización con un programación de festividades que dura aproximadamente 15 días con actividades que se han vuelto tradicionales tales como: la competencia automovilística (rally), que se desarrolla por las calles del centro cantonal; la competencia de bici cross, que se realiza en la pista que está ubicada en las orillas del río Paute; la noche de luces y juegos pirotécnicos, en los que participan múltiples bandas del pueblo; y las elecciones  de la reina del cantón y la cholita Pauteña.

### Fiesta de San José (Fiesta Religiosa)
El 19 de marzo de cada año se celebran las fiestas en honor a San José, su veneración viene de testimonios Bíblicos, específicamente de San Mateo capítulo I, en donde cuenta en donde María estaba comprometida con José, pero ella quedó embarazada por obra y gracia del Espíritu Santo y para que no la difamaran, José se casó con María y tuvieron un hijo al que le pusieron el nombre de Jesús, es por esta razón José representa la imagen de generosidad, a quien venera el pueblo de Paute. Nunca se olvidan de sus plegarias benditas para mantenerse protegidos y vivir en paz con sus familiares y las personas que les rodean, teniendo así como ejemplo a San José.

### Fiesta de Carnaval
Al coincidir estas fiestas con las festividades del cantón hacen que el carnaval en Paute se celebre de una manera diferente al de otros lugares. En Paute el carnaval se lo disfruta en las orillas del río Paute que cuenta con pequeñas cabañas en las que familias no solo del cantón sino también de otros lugares celebran de estas fiestas. Tradicionalmente se realizan varios shows artísticos los 3 días que duran las fiestas carnavaleras.

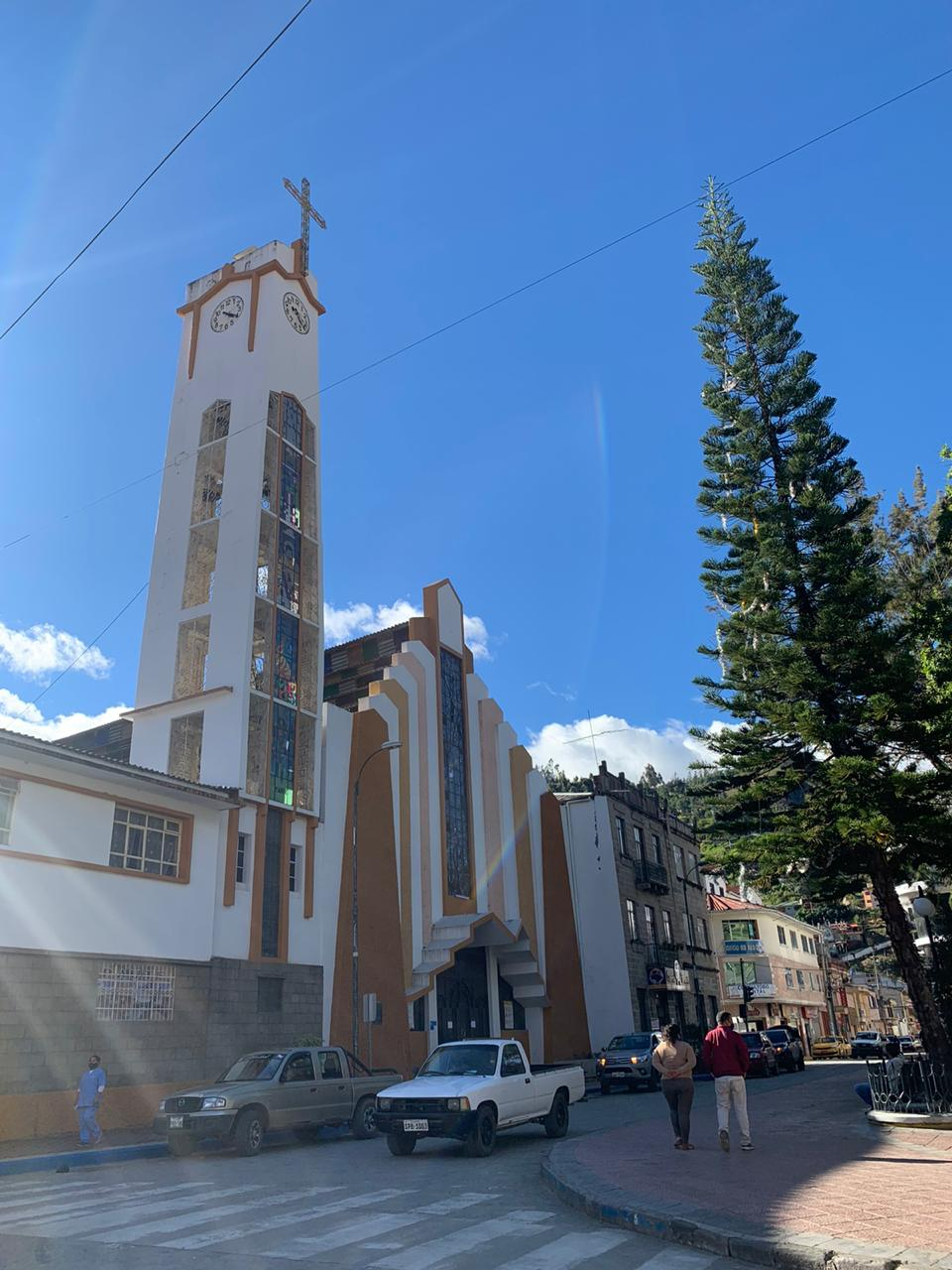
Iglesia San José

Por iniciativa del club UDE cada año se organiza el Corso de Carnaval que atrae a turistas regionales y nacionales, aquí participan los barrios, jorgas y clubes del Cantón, donde cada uno arregla carros alegóricos llenos de color y conjunto a enmascarados que bailan al son de la música y desfilan por las principales calles de Paute. Además se elige a varias candidatas a la Reina de Carnaval, las mismas que resaltan la vestimenta tradicional, adornos florales y la belleza de la mujer Pauteña.

## Atractivos Turísticos
- Cerro cabeza de Perro: sirve para realizar deportes extremos como escalada y parapente al ser el pico más alto del cantón, siendo una actividad de los fines de semana para los visitantes.Altar de la Iglesia San José de Paute

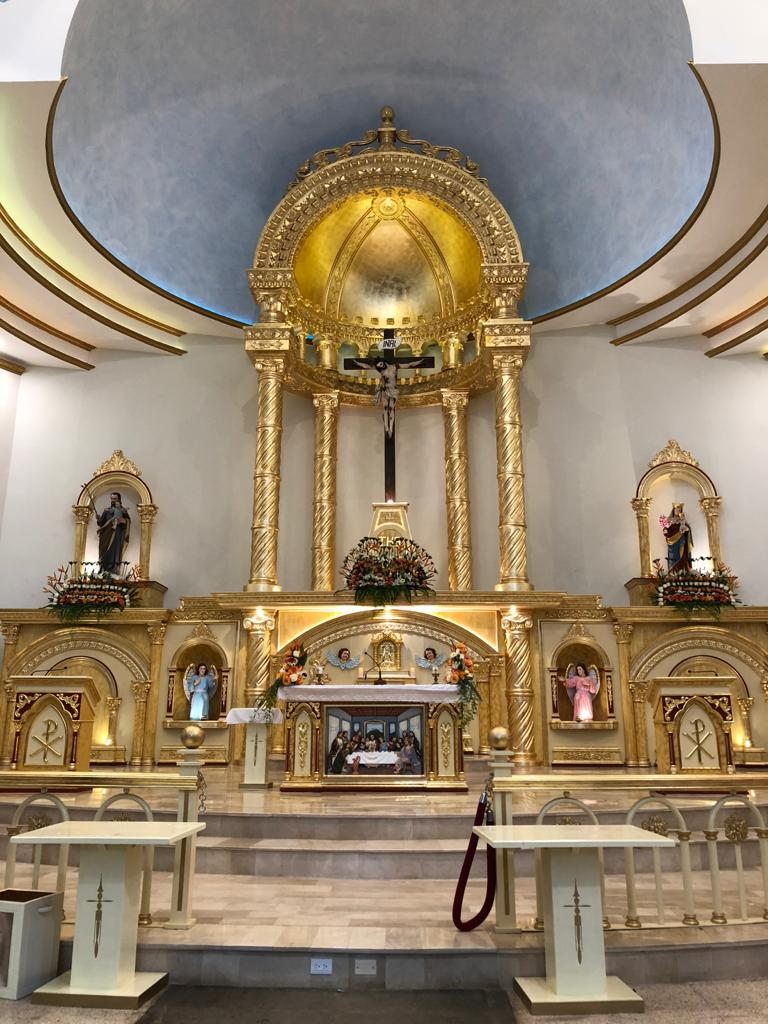
Altar de la Iglesia San José de Paute

- Parque Fray Vicente Solano, se encuentra en el centro cantonal, alrededor de este se pueden encontrar la Iglesia Matriz de Paute, el Gobierno Municipal y Bancos y cooperativas.
- Iglesia Matriz de Paute, esta Iglesia fue construida hace más de 150 años por los pobladores de Paute, se encuentra ubicada en el centro cantonal y al ser el Patrono del Cantón San José en el mes de marzo se realizan fiestas en honor a él.
- Parque de la Orilla del Río Paute: el parque de la orilla es uno de los lugares más visitados al cantón, y más aún en las festividades de carnaval, puesto que la municipalidad brinda espectáculos con artistas locales e internacionales, haciendo que turistas de todo el Ecuador lleguen a visitarla.
- Mirador Delta del Río paute: Fue construida en el año 2017 por el Alcalde Helioth Trelles, dentro de este mirador se puede observar la unión de las cuencas de los ríos Paute y El Collay, incluso se puede realizar actividades de pesca deportiva.
- Mirador de Plazapamba: Este mirador es uno de los más característicos y visitados del cantón, pues desde la montaña de Plazapamba se puede observar toda la cabecera cantonal.
- Mercado 26 de Febrero: El mercado 26 de febrero, se caracteriza por ser el centro de abastos para los cantones de El Pan, Sevilla de Oro y Guachapala, pues dentro de este todos los productos tanto de la Sierra y Costa llegan hasta aquí para ser distribuidos. A su vez, se puede encontrar gran variedad de gastronomía propia del Cantón dentro de su patio de comidas.
- Plazoleta 10 de agosto: Aquí podemos encontrar la gastronomía del Cantón. Varios turistas se concentran dentro de esta plazoleta para degustar de platos de hornado, tortillas, morocho, salchipapas y hasta jugos frutales acompañados de tostadas.
- Cascada de Tasqui
  - Cuchara de palo mas grande del mundo: la cuchara de palo más grande del mundo fue realizada dentro del cantón Paute y consiguió un Récord Guinness el 9 de marzo del 2019. Se encuentra ubicada en las Cabañas Corvel en el sector de Tutucán.